# Rogatnica (ryba)
Rogatnica (Balistes capriscus) – gatunek morskiej ryby rozdymkokształtnej z rodziny rogatnicowatych (Balistidae).

## Taksonomia
Gatunek po raz pierwszy opisał naukowo niemiecki przyrodnik Johann Friedrich Gmelin w 1789 w uzupełnionej przez siebie trzynastej edycji Systema Naturae Linneusza. Rogatnica ta klasyfikowana jest w rodzaju Balistes w rodzinie ryb rogatnicowatych (2019). Nazwa rodzajowa pochodzi z języka łacińskiego – „balista”, od greckiego „ballístra” (βαλλίστρα) oznaczającego kuszę.

## Występowanie i środowisko
Jest to gatunek morski. Bytuje w pelagicznych wodach, na głębokości do 100 m, zwykle do 55 m, przeważnie nad twardym dnem. Najczęściej bytuje w zatokach, lagunach, portach, w pobliżu raf.
Występuje we wschodnim Atlantyku – od Norwegii po Angola na wysokości miasta Moçâmedes – oraz w zachodnim – od Kanady po Argentynę.
Zasięg jej występowania obejmuje wody Albanii, Algierii, Angoli, Antigui i Barbudy, Argentyny, Bahamów, Barbadosu, Belize, Beninu, Brazylii (w tym Trindade i Martim Vaz), Bułgarii, Chorwacji, Cypru, Czarnogóry, Demokratycznej Republiki Konga, Dominiki, Dominikany, Egiptu, Francji (w tym Gujany Francuskiej, Gwadelupy, Martyniki, Saint-Martin), Gabonu, Gambii, Ghany, Grecji, Grenady, Gruzji, Gujany, Gwatemali, Gwinei, Gwinei-Bissau, Haiti, Hiszpanii (w tym Wysp Kanaryjskich), Holandii (w tym Antyli Holenderskich – Aruby, Bonaire, Curaçao, Saby i Sint Eustatius), Hondurasu, Irlandii, Izraela, Jamajki, Kamerunu, Kanady, Kolumbii, Konga, Kostaryki, Kuby, Libanu, Liberii, Libii, Malty, Maroka, Mauretanii, Meksyku, Monako, Nigerii, Nikaragui, Norwegii, Panamy, Portoryka, Portugalii (w tym Azorów i Madery), Republiki Zielonego Przylądka, Rosji, Rumunii, Sahary Zachodniej, Saint Kitts i Nevis, Saint Lucia, Saint Vincent i Grenadyn, Senegalu, Serbii, Sierra Leone, Słowenii, Stanów Zjednoczonych (w tym Wysp Dziewiczych), Surinamu, Syrii, Szwecji, Togo, Trynidadu i Tobago, Tunezji, Turcji, Ukrainy, Urugwaju, Wenezueli, Wielkiej Brytanii (w tym Anguilli, Bermudów, Brytyjskich Wysp Dziewiczych, Gibraltaru, Guernsey, Jersey, Kajmanów, Montserratu, Turks i Caicos, Wyspy Świętej Heleny, Wyspy Wniebowstąpienia i Tristan da Cunha), Włoch, Wybrzeża Kości Słoniowej, Wysp Świętego Tomasza i Książęcej.
W podziale na regiony rybołówstwa FAO (ang. FAO Major Fishing Areas) gatunek notowany w regionach północno-zachodniego Atlantyku (21), północno-wschodniego Atlantyku (27), środkowo-zachodniego Atlantyku (31), środkowo-wschodniego Atlantyku (34), Mórz Śródziemnego i Czarnego (37), południowo-zachodniego Atlantyku (41), południowo-wschodniego Atlantyku (47).

## Morfologia
Ma dwie płetwy grzbietowe – pierwsza z 3 promieniami ciernistymi, druga z 26–29 promieniami miękkimi. Nie ma płetwy tłuszczowej i płetewek. Jedna Płetwa odbytowa pozbawiona promieni ciernistych, ale z 23 – 26 promieniami miękkimi (według innych źródeł 25–27). Młode w płetwie odbytowej nie mają przedłużonych promieni zewnętrznych, charakterystycznych dla dorosłych osobników. Płetwy piersiowe z 14 – 15 promieniami miękkimi. brak płetw brzusznych. Na pierwszym łuku skrzelowym wyrostków filtracyjnych: 31 – 35.
Wśród jej drapieżników wymienia się: tuńczyka żółtopłetwego (Thunnus albacares), koferynę (Coryphaena hippurus) oraz solandrę (Acanthocybium solandri).

## Zachowanie
Rogatnica żyje samotnie lub w małych grupach. Odżywia się bezkręgowcami bentosowymi, głównie mięczakami i skorupiakami. Jest jajożyworodna.

## Znaczenie gospodarcze
Najczęściej jest spożywana świeża, wędzona, solona i suszona.